# 延吉市
延吉市（中国朝鲜语：／ Yŏn'gil si */?）为中华人民共和国吉林省下辖县级市，延边朝鲜族自治州首府。延吉为中国较具实力的县市之一，其综合竞争力2010年位居吉林省各县（市）的首位，全国县域经济百强县（市）的第八十二位。2009年本地居民生產總值172.2亿元（折合25.2亿美元），人均GDP为34,473元（折合5,047美元）。延吉辖域总面积为1,748.3平方公里。全市户籍总人口68.61万人，其中朝鲜族人口29.22万人，占总人口的48.6%（2020年）。除朝鲜族外，延吉分布的主要民族为漢，满、回、蒙古等民族。人口中，非农业人口为5.55万人；城区人口63.06万人。人口密度平方公里396人。

## 历史
- 汉代，为北沃沮之地。公元前27年，被高句丽所灭。
- 金朝，设曷懒路总管府、海兰路总管府管辖延边地区在内广大地区。
- 元朝，属辽阳行省开元路。
- 明朝，属奴尔干都司布尔哈图卫。
- 1714年，清朝政府设立珲春协领。
- 1881年，清朝政府撤销珲春协领，改设珲春副都统衙门，延吉归属珲春副都统管辖。
- 延吉旧称“南岗”、“烟集岗”。1881年，清朝废除封禁令后，朝鲜遭大灾，始有人入封禁区。1881年清朝遂废除封禁令，在南岗设立招垦局，后改为“局子街”。1902年，清朝在局子街设延吉厅。1909年，延吉厅升级为延吉府，取代珲春成为清朝和后来国民政府管理延边地区的统治中心。1913年，延吉府被改为延吉县[2]:45
- 1912年改为延吉县。满洲国时期，延吉为间岛省省会。
- 1943年，改为間島市。
- 1946年1月，延吉街归吉辽省吉东分省延吉县管辖。8月，吉林省政府迁至延吉街。7月13日，吉东分省更名吉东专区。
- 1947年2月15日，划出延吉等4个县，恢复延边专区，延吉街为延边专区行署驻地，仍隶属于延吉县。
- 1947年9月25日，重新组成吉东专区，辖延吉县等8个县，延吉仍隶属于延吉县。
- 1948年3月10日，吉林省政府从延吉街迁往吉林市。3月27日，吉东专区更名为延边专区，延吉街划归延边专区延吉县管辖。吉林省政府从延吉街迁往吉林。
- 1948年7月，经东北行政委员会批准，吉林省政府决定，设延吉市（区级市），隶属于延吉县。
- 1949年，成立延吉市人民政府。
- 1950年8月，延吉县人民政府驻地由延吉市迁至龙井市（区级）。
- 1952年9月，成立延边朝鲜族自治区，后改自治州，延吉亦是州府所在地。
- 1953年5月，延吉从延吉县划出成为县级市。
- 1985年1月，延吉市为开放城市。

## 人口
全市户籍总人口68.61万人，其中朝鲜族人口29.22万人，占总人口的48.6%（2020年）。除朝鲜族外，延吉分布的主要民族为漢，满、回、蒙古等民族。人口中，非农业人口为5.55万人；城区人口63.06万人，人口密度平方公里396人。

## 地理

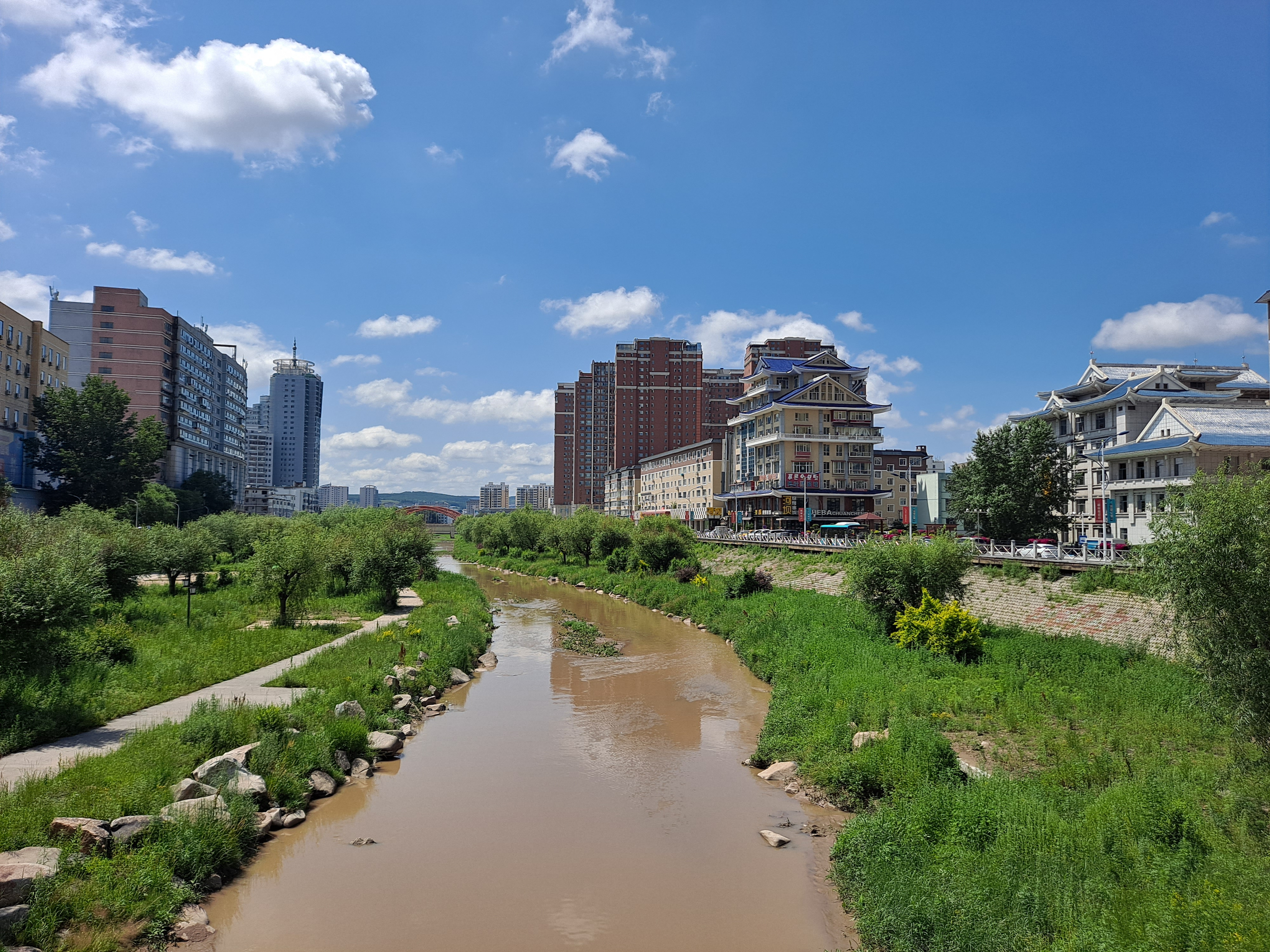
延吉河

延吉市是延边朝鲜族自治州政府所在地，是全自治州政治、经济、文化的中心。位于吉林省东部。东经129°01′-129°48′，北纬42°50′-43°23′。
位于长白山北麓，自治州中心部。北接敦化市、北東接汪清县、東接图们市、南接龙井市、西接安图县。
延吉市位于吉林省东部、长白山脉北麓。地理坐标处北纬42度50分至43度23分，东经129度01分至129度48分之间。由于地处高纬度地带的山林盆地，故呈大陆性气候特点。春季干燥多风，夏季温热多雨，秋季凉爽少雨，冬季漫长寒冷，属中温带半湿润气候区。年平均气温摄氏5.5度，全年无霜期160天，年平均降水量479.0毫米产，平均日照2447.2小时，结冰日164天。
延吉市东、南、北三面环山，西面开阔，中间平坦，呈马蹄状盆地。平均海拔高度150米。地势北高南低，地形为丘陵状起伏。境内河流皆图们江支流，主要有布尔哈通河、烟集河和海兰江。区内土质主要为灰棕壤土、水稻土、冲积土、草甸土和黑土等。
本市距吉林省省会长春市356千米，东直距中俄边境60千米、日本海80千米，南直距中朝边境10余千米。地处长白山东麓小丘陵地带，平均海拔150米。地形基本呈长条形，东南北三面较高，向中倾斜，中间低而平坦，西面开阔。延吉市城区被河流（布尔哈通河和烟集河）分为南（河南）、东北（河北）、西北（公园）3个部分：布尔哈通河以南俗称河南，曾名南营，为市交通中心；河东北部俗称河东，为州、市机关所在地；西北部俗称河西，为文化区。延吉市属中温带半湿润气候区，春季干燥多风，夏季温热多雨，秋季温和凉爽，冬季漫长寒冷，具有明显的大陆性季风气候特点。年平均气温为5.6℃，无霜期140天，年平均降水量533毫米，年平均日照时数2317小时。
| 延吉市气象数据（1981年至2010年）                      | 延吉市气象数据（1981年至2010年） | 延吉市气象数据（1981年至2010年） | 延吉市气象数据（1981年至2010年） | 延吉市气象数据（1981年至2010年） | 延吉市气象数据（1981年至2010年） | 延吉市气象数据（1981年至2010年） | 延吉市气象数据（1981年至2010年） | 延吉市气象数据（1981年至2010年） | 延吉市气象数据（1981年至2010年） | 延吉市气象数据（1981年至2010年） | 延吉市气象数据（1981年至2010年） | 延吉市气象数据（1981年至2010年） | 延吉市气象数据（1981年至2010年） |
| 月份                                                  | 1月                              | 2月                              | 3月                              | 4月                              | 5月                              | 6月                              | 7月                              | 8月                              | 9月                              | 10月                             | 11月                             | 12月                             | 全年                             |
| ----------------------------------------------------- | -------------------------------- | -------------------------------- | -------------------------------- | -------------------------------- | -------------------------------- | -------------------------------- | -------------------------------- | -------------------------------- | -------------------------------- | -------------------------------- | -------------------------------- | -------------------------------- | -------------------------------- |
| 历史最高温 °C（°F）                                   | 7.8 (46.0)                       | 14.3 (57.7)                      | 26.6 (79.9)                      | 32.8 (91.0)                      | 33.3 (91.9)                      | 36.7 (98.1)                      | 37.7 (99.9)                      | 37.3 (99.1)                      | 33.1 (91.6)                      | 28.9 (84.0)                      | 19.6 (67.3)                      | 10.0 (50.0)                      | 37.7 (99.9)                      |
| 平均高温 °C（°F）                                     | −6.5 (20.3)                      | −1.5 (29.3)                      | 5.6 (42.1)                       | 15.3 (59.5)                      | 21.1 (70.0)                      | 24.4 (75.9)                      | 26.7 (80.1)                      | 27.2 (81.0)                      | 22.2 (72.0)                      | 14.8 (58.6)                      | 3.9 (39.0)                       | −4.4 (24.1)                      | 12.4 (54.3)                      |
| 日均气温 °C（°F）                                     | −13.2 (8.2)                      | −8.7 (16.3)                      | −1.4 (29.5)                      | 7.6 (45.7)                       | 13.9 (57.0)                      | 18.2 (64.8)                      | 21.4 (70.5)                      | 21.7 (71.1)                      | 15.1 (59.2)                      | 7.1 (44.8)                       | −2.7 (27.1)                      | −10.7 (12.7)                     | 5.7 (42.2)                       |
| 平均低温 °C（°F）                                     | −18.7 (−1.7)                     | −14.9 (5.2)                      | −7.7 (18.1)                      | 0.4 (32.7)                       | 7.3 (45.1)                       | 13.1 (55.6)                      | 17.3 (63.1)                      | 17.4 (63.3)                      | 9.5 (49.1)                       | 0.8 (33.4)                       | −7.8 (18.0)                      | −15.8 (3.6)                      | 0.1 (32.1)                       |
| 历史最低温 °C（°F）                                   | −31.4 (−24.5)                    | −27.9 (−18.2)                    | −23.3 (−9.9)                     | −10.3 (13.5)                     | −1.5 (29.3)                      | 5.3 (41.5)                       | 9.5 (49.1)                       | 6.9 (44.4)                       | −1.7 (28.9)                      | −11.6 (11.1)                     | −23.6 (−10.5)                    | −29.9 (−21.8)                    | −31.4 (−24.5)                    |
| 平均降水量 mm（）                                     | 5.4 (0.21)                       | 5.5 (0.22)                       | 9.9 (0.39)                       | 29.4 (1.16)                      | 58.7 (2.31)                      | 82.3 (3.24)                      | 128.5 (5.06)                     | 108.8 (4.28)                     | 60.6 (2.39)                      | 23.6 (0.93)                      | 12.0 (0.47)                      | 6.7 (0.26)                       | 531.4 (20.92)                    |
| 平均降水天数（≥ 0.1 mm）                              | 3.1                              | 3.4                              | 5.1                              | 7.8                              | 12.2                             | 15.1                             | 14.3                             | 13.6                             | 10.4                             | 7.1                              | 5.3                              | 3.8                              | 101.2                            |
| 平均相對濕度（％）                                    | 58                               | 55                               | 53                               | 54                               | 61                               | 73                               | 79                               | 79                               | 76                               | 65                               | 61                               | 61                               | 65                               |
| 月均日照時數                                          | 170.4                            | 183.2                            | 225.3                            | 213.2                            | 233.6                            | 190.0                            | 181.0                            | 187.5                            | 197.6                            | 199.5                            | 157.7                            | 140.8                            | 2,279.8                          |
| 可照百分比                                            | 59                               | 62                               | 61                               | 53                               | 52                               | 42                               | 39                               | 44                               | 53                               | 58                               | 54                               | 50                               | 51                               |
| 来源：中国气象局（1971–2000年间的降水天数和日照数据） |                                  |                                  |                                  |                                  |                                  |                                  |                                  |                                  |                                  |                                  |                                  |                                  |                                  |

## 乡级区划沿革

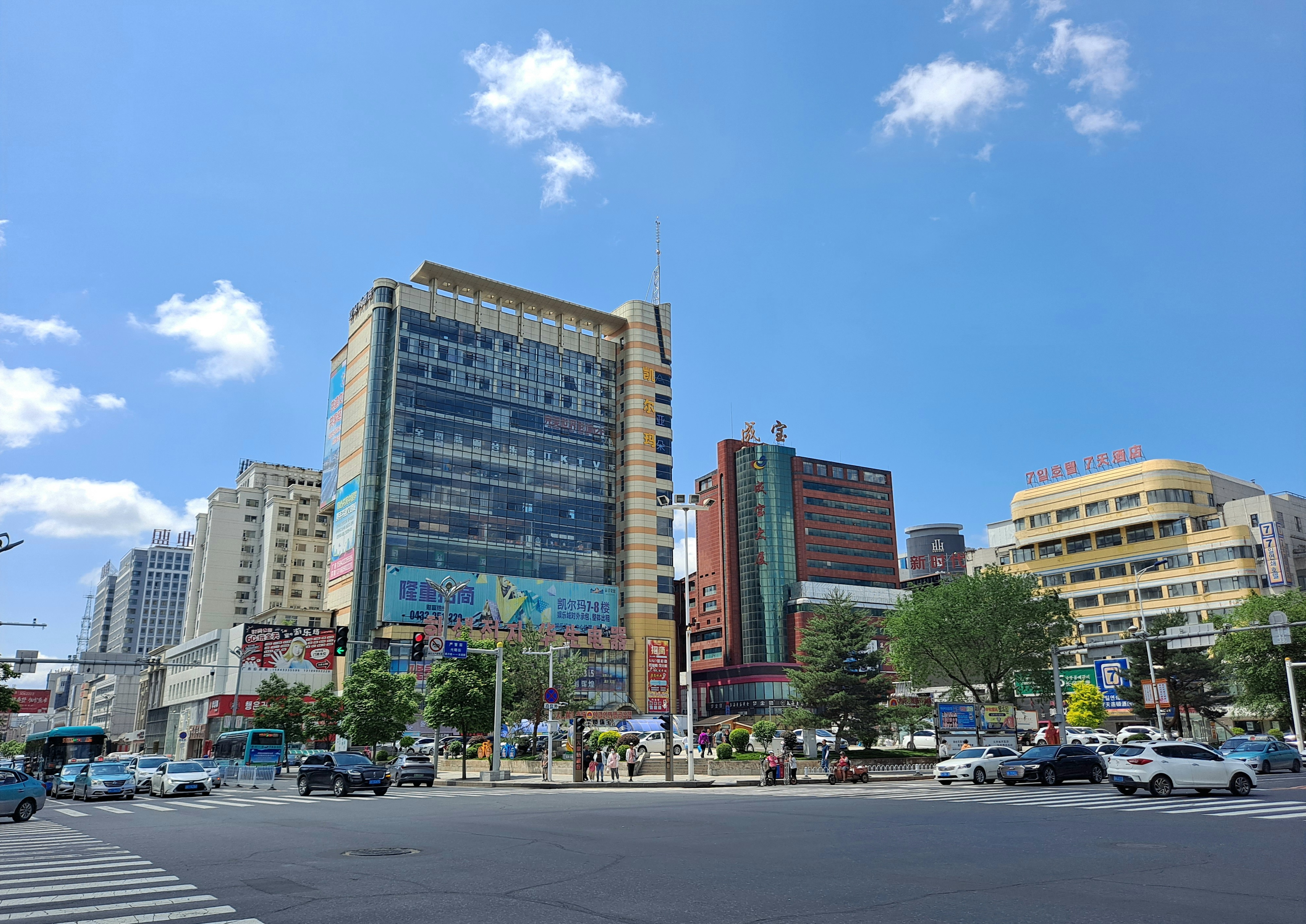
延吉市中心

- 1946年1月，延吉街归延吉县管辖。下辖进学乡等12个乡。
- 1949年，成立延吉市人民政府（区级）。
- 1950年9月，延吉市辖14个街、14个村。政区名改用序数排列命名。
- 1953年5月4日，经中央人民政府批准，将延吉市从延吉县划出，设立延吉市（县级）。延吉市归延边朝鲜族自治区管辖。延吉市由原来的14个街和部分村合并，成立6个街公所、13个村。
- 1955年，撤销6个街公所，成立5个街道办事处，同时将13个村合并为3个乡、1个村，并划归延吉县。年底，又将这3个乡、1个村划归延吉市。
- 1956年3月，延吉市市郊重新划为5个乡。
- 1956年4月，乡、镇政府也更名为人民委员会，5月，5个按序数排列的街道办事处更名为朝阳、进学、新兴、公园、河南街道办事处。
- 1958年8月，设延吉市人民公社成立筹备委员会。10月，将延吉县的烟集、依兰两个乡划归延吉市。11月，延吉市成立4个公社，34个管理区，198个生产队。
- 1960年3月．将延吉县长安公社划归延吉市。4月，延吉市成立河南等3个城市人民公社。
- 1961年5月，将兴安人民公社划分为兴安、烟集2个公社。7月，将人民公社改为人民公社管理委员会。
- 1962年9月，将3个城市公社中的农村部分划出，成立小营、长白2个农村公社。
- 1965年4月，将新兴街道办事处划分为公园、新兴、光明3个街道办事处，朝阳街道办事处划分朝阳、进学2个街道办事处，河南街道办事处不变。
- 1976年10月，将6个城市人民公社改为6个街道办事处。
- 1979年12月，延吉市辖6个街道办事处、3个公社，60个居民委员会、31个生产大队，150个生产小队。
- 1981年10月，增设北山、建工2个街道办事处。

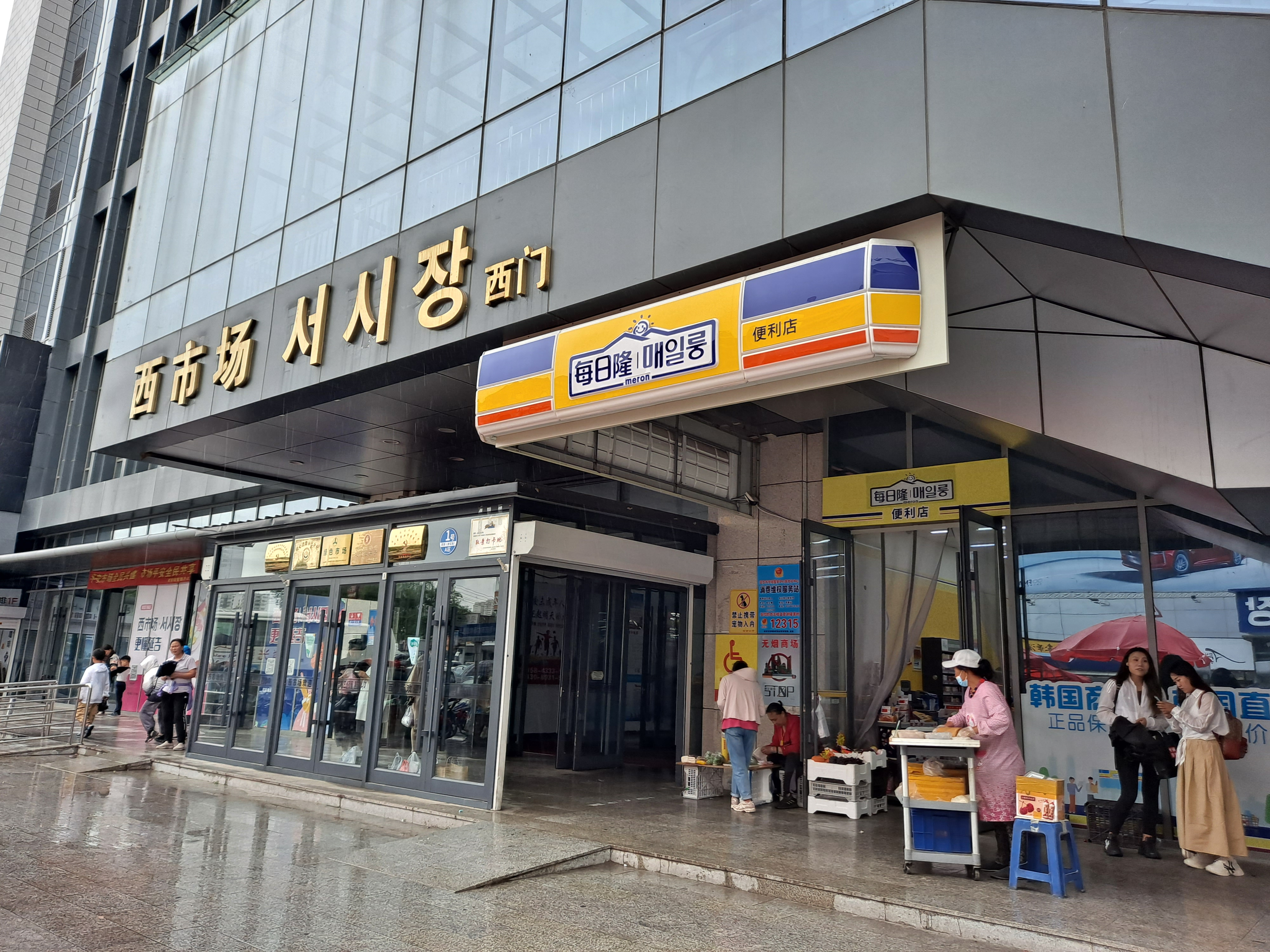
延吉西市场

- 1982年12月，将延吉县烟集人民公社、长安人民公社的河龙大队划归延吉市。1982年，公社改为乡，生产大队改为村。
- 1984年，将公园街道办事处划分为公园、延西2个街道办事处。成立44个村民委员会。
- 1988年4月2日，将龙井县依兰乡划入延吉市。
- 1991年，将龙井市三道湾乡和八道乡的劳动、五凤两村划归延吉市管辖。
- 1992年11月21日，经吉林省人民政府批准，撤销延吉市三道湾乡、依兰乡，设立三道湾镇、依兰镇。
- 1995年12月，延吉市辖9个街道办事处、2个镇、4个乡；184个居民委员会、64个村民委员会：进学街道、河南街道、建工街道、延南街道、新兴街道、公园街道、延西街道、朝阳街道、北山街道、依兰镇、三道湾镇、长白乡、小营乡、兴安乡、烟集乡。
- 2000年，延吉市辖9个街道、2个镇、4个乡。根据第五次人口普查数据：全市总人口432339人，其中：朝阳街道 37990人、进学街道 31725人、北山街道 55182人、延南街道 33287人、新兴街道 46303人、公园街道 23103人、延西街道 39389人、河南街道 62893人、建工街道 25763人、依兰镇 3817人、三道湾镇 8055人、长白乡 20197人、小营乡 18416人、兴安乡 17405人、烟集乡 8814人。
- 2000年12月12日，经吉林省人民政府批准，撤销延吉市长白乡、小营乡，设立小营镇，辖原长白乡、小营乡行政区域，镇政府驻原小营乡；撤销延吉市兴安乡、烟集乡，将兴安、烟集两乡行政区域并入依兰镇，镇政府驻原烟集乡。
- 2001年9月27日，经吉林省人民政府批准，吉林省民政厅下发（吉民批[2001]10号）文件，撤销延吉市延西、延南两个街道办事处，将其分别划入公园、建工街道办事处；撤销进学街道办事处，将其一分为二，分别划入朝阳、新兴两个街道办事处。
- 2002年12月，延吉市辖6个街道办事处、3个镇。总人口39.9万人，其中非农业人口34.8万人。朝鲜族占人口总数的58.42%。
- 2003年底，延吉市辖6个街道、3个镇：河南街道、建工街道、新兴街道、公园街道、朝阳街道、北山街道、依兰镇、三道湾镇、小营镇。全市面积1350平方千米，户籍总人口39.89万人。其中，朝鲜族人口23.25万人；汉族人口15.75万人。非农业人口34.83万人；城区人口36.47万人（统计数据来源：《吉林省年鉴2003》）。
- 市十五届人民政府二十七次常务会议讨论通过了扩大城区行政区域的决定，吉林省民政厅于2006年6月23日做出相应批复。
- 2006年9月15日，延吉市政府正式决定：将地处延吉市城乡结合部2个镇的10个村、33个村民小组，分别划归城区6个街道管辖。调整前，延吉市城区面积只有25.38平方千米，城区人口密度高达14968人每平方千米。调整后，延吉市新城区面积达40.66平方千米，增加15.28平方千米。区域的调整范围如下：

1. 河南片（调整铁路以北）

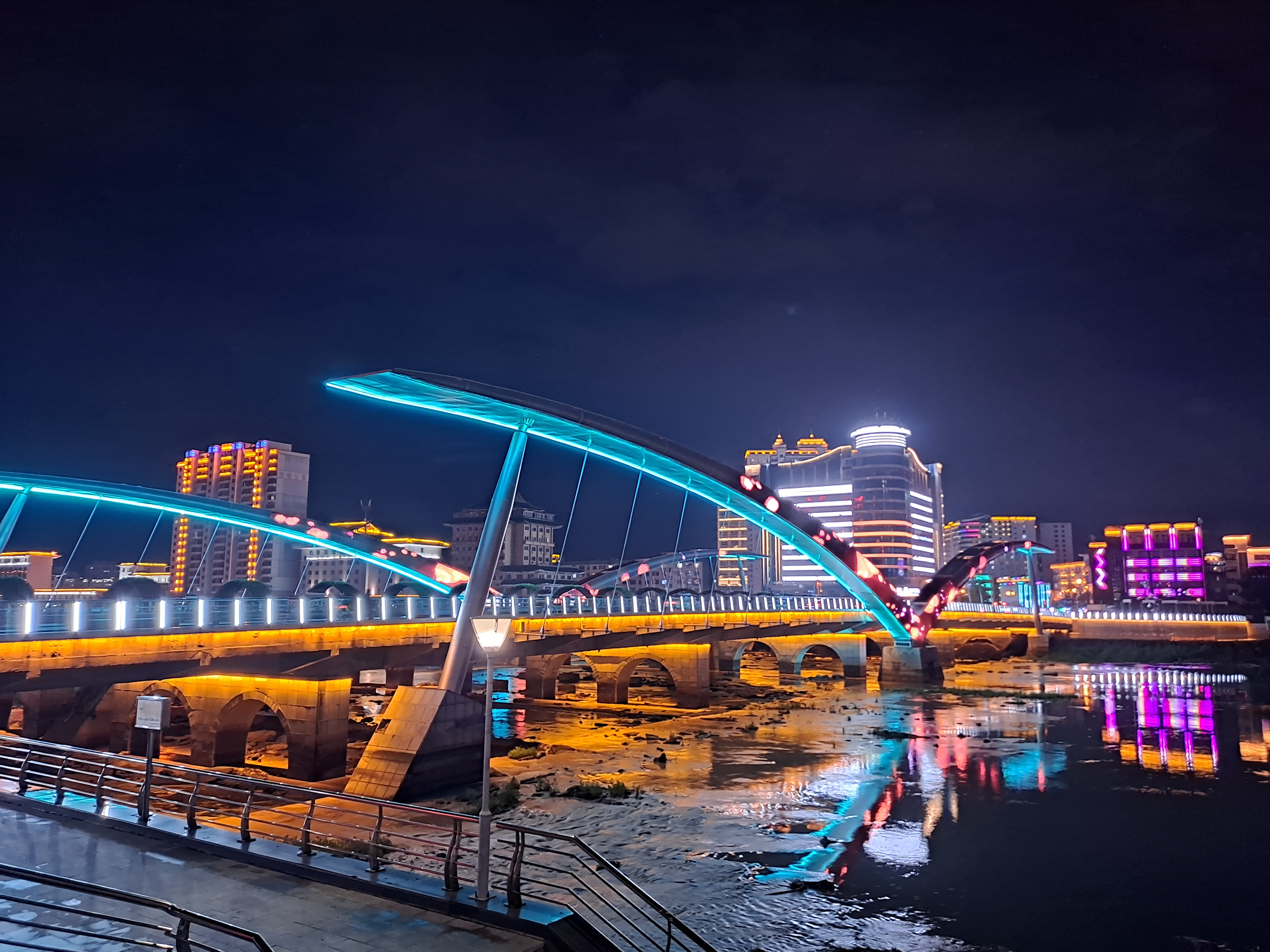
延吉大桥

- 东界线：从原城区界线清新南街向东至铁路沿线，北至布尔哈通河南河堤，南至铁路沿线，区域面积3.04平方千米。
- 西界线：从原城区界线新园南街向西至新民街，南至长白山西路，北至布尔哈通河南河堤，区域面积1.64平方千米。

1. 公园片　调整西界线：从原城区界线园材街向西至新民街，南至布尔哈通河北河堤，北至山脚下，区域面积0.96平方千米。
2. 河北片

- 东界线：从原城区界线东进街向东至溪洞油库的建成区，北至山脚下，南至人民路延伸段，区域面积3.79平方千米。从东进街以东至富新北街以西，南起布尔哈通河北河堤至海兰路，区域面积0.28平方千米。
- 东北界线：从原城区界线东至平野胡同（计划延伸段），北至延北路（计划延伸段），该区域面积1.34平方千米。
- 北界限：从原城区界线延北路向北至兴安路，烟集河以东至太平街和青杨街（计划延伸段），该区域面积3.4平方千米。
- 河流流域面积　布尔哈通河流域面积0.83平方千米。新园桥至新民桥段面积0.62平方千米；清新桥以西段0.21平方千米。
- 2008年3月，龙井市朝阳川镇正式划归于延吉市。

## 行政区划
下辖6个街道、4个镇：
- 街道：河南街道（하남가도）、建工街道（건공가도）、新兴街道（신흥가도）、公园街道（공원가도）、北山街道（북산가도）、进学街道（진학가도）。
- 镇：依兰镇（의란진）、三道湾镇（삼도만진）、小营镇（소영진）、朝阳川镇（조양천진）。

## 教育

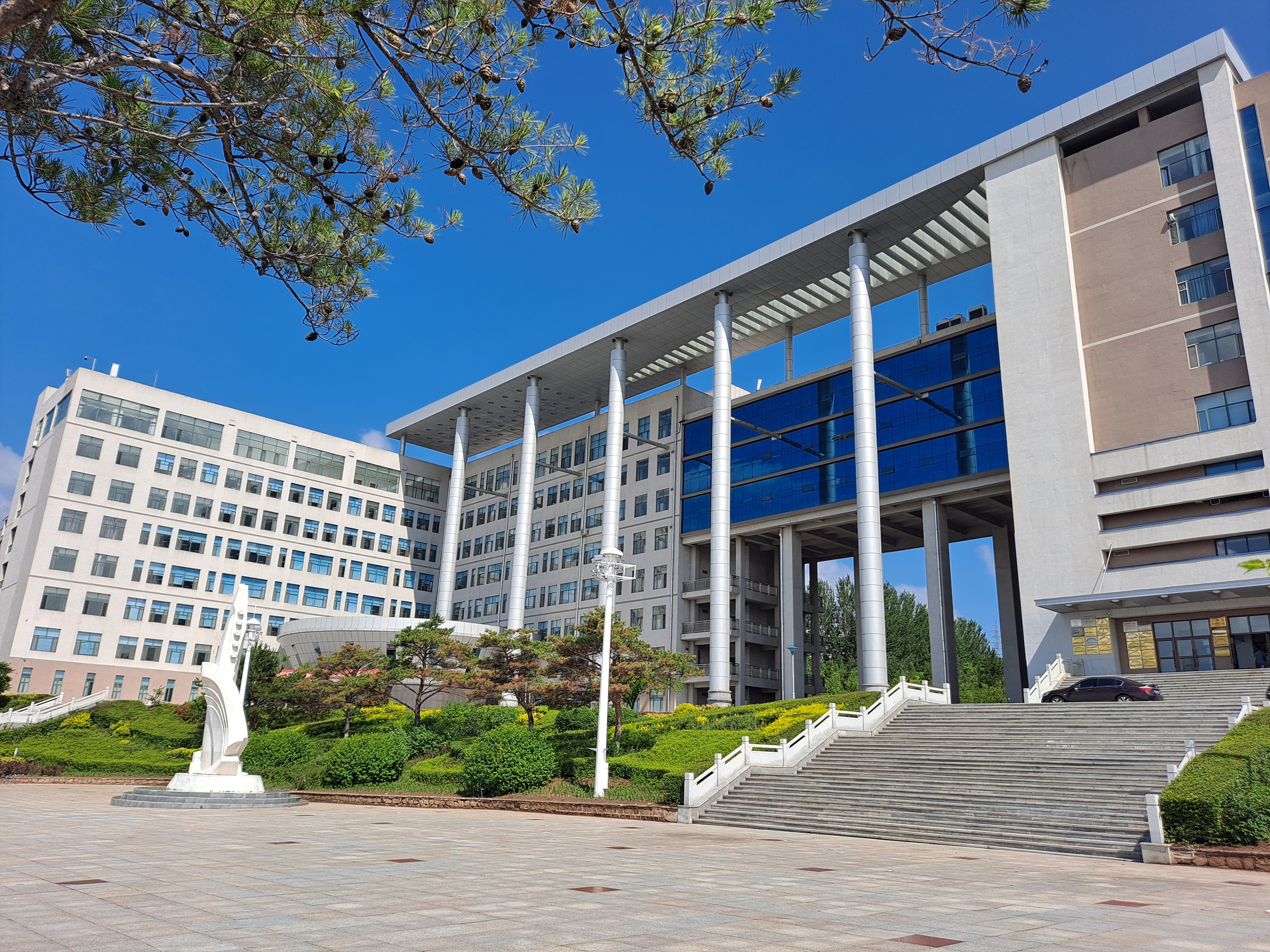
延边大学

延吉市地处延边朝鲜族自治州，开设朝鲜族民族教育。
注：民办学校以斜体字表示。
| 义务教育阶段 | 义务教育阶段 | 义务教育阶段     | 义务教育阶段                   | 义务教育阶段     | 义务教育阶段                    |
| ------------ | ------------ | ---------------- | ------------------------------ | ---------------- | ------------------------------- |
| 汉族学校     | 小学         | 延吉市北山小学   | 延吉市进学小学                 | 延吉市朝阳小学   | 延吉市河南小学                  |
| 汉族学校     | 小学         | 延吉市梨花小学   | 延吉市延河小学                 | 朝阳川镇光华小学 | 延吉市北兴小学                  |
| 汉族学校     | 小学         | 依兰镇烟集小学   | 延吉市北山小学（西校区）       | 依兰镇锦城小学   |                                 |
| 汉族学校     | 初中         | 延吉市第四中学   | 延吉市第六中学                 | 延吉市第七中学   | 延吉市第九中学                  |
| 汉族学校     | 初中         | 延吉市第十二中学 | 依兰镇烟集中学                 | 朝阳川镇第二中学 | 延边甲子中学（延边二中 北校区） |
| 朝鲜族学校   | 小学         | 延吉市中央小学   | 延吉市新兴小学                 | 延吉市建工小学   | 延吉市公园小学                  |
| 朝鲜族学校   | 小学         | 延吉市延南小学   | 延吉市延边大学师范分院附属小学 | 延吉市延新小学   | 朝阳川镇朝阳川小学              |
| 朝鲜族学校   | 小学         | 依兰镇兴安小学   |                                |                  |                                 |
| 朝鲜族学校   | 初中         | 延吉市实验中学   | 延吉市第三中学                 | 延吉市第五中学   | 延吉市第八中学                  |
| 朝鲜族学校   | 初中         | 延吉市第十中学   | 延吉市第十三中学               | 朝阳川镇第一中学 |                                 |
| 综合学校     | 小学         | 延吉市东山小学   |                                |                  |                                 |
| 综合学校     | 九年制       | 朝阳川镇太阳学校 |                                |                  |                                 |

| 高级中等教育 | 高级中等教育 | 高级中等教育       | 高级中等教育       | 高级中等教育       | 高级中等教育                    |
| ------------ | ------------ | ------------------ | ------------------ | ------------------ | ------------------------------- |
| 普通高中     | 汉族学校     | 吉林省延边第二中学 | 延吉市第一高级中学 | 延吉市第三高级中学 | 延边甲子中学（延边二中 北校区） |
| 普通高中     | 朝鲜族学校   | 吉林省延边第一中学 | 延吉市第二高级中学 |                    |                                 |
| 职业高中     | 综合学校     | 延吉市职业高级中学 |                    |                    |                                 |

| 高等教育 | 高等教育         |
| -------- | ---------------- |
| 延边大学 | 延边大学科技学院 |

## 交通

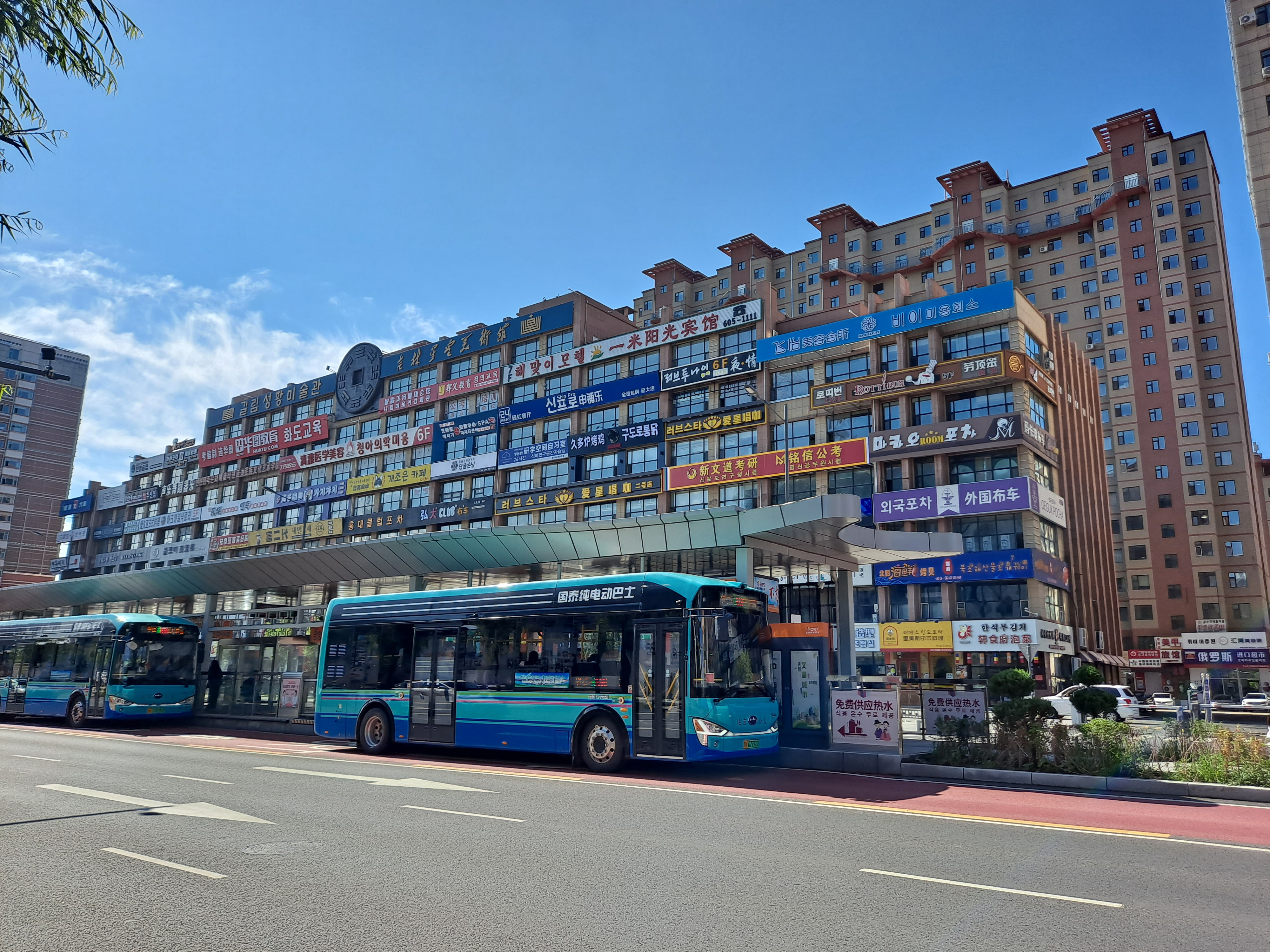
延吉BRT延边大学站

- 延吉朝阳川国际机场，有至北京、上海、长春、沈阳、大连等城市的国内航班，也开通了延吉－韩国仁川的国际航班。
- 延吉站，有至哈尔滨、沈阳、北京、青岛等城市的列车。
- 延吉西站，延边朝鲜族自治州境内最大的高铁站。
- 延吉客运北站，又称“延吉老客运站”。目前已开通国际班线（朝鲜罗先）、省际班线（牡丹江、绥芬河等）、省内市际班线（吉林、长春、长春龙嘉国际机场）和州内班线（汪清、龙井、和龙、珲春、三道、八家子等）。
- 珲乌高速、 延长高速、 汪延高速、 302国道、 333国道过境。

## 恐龙文化

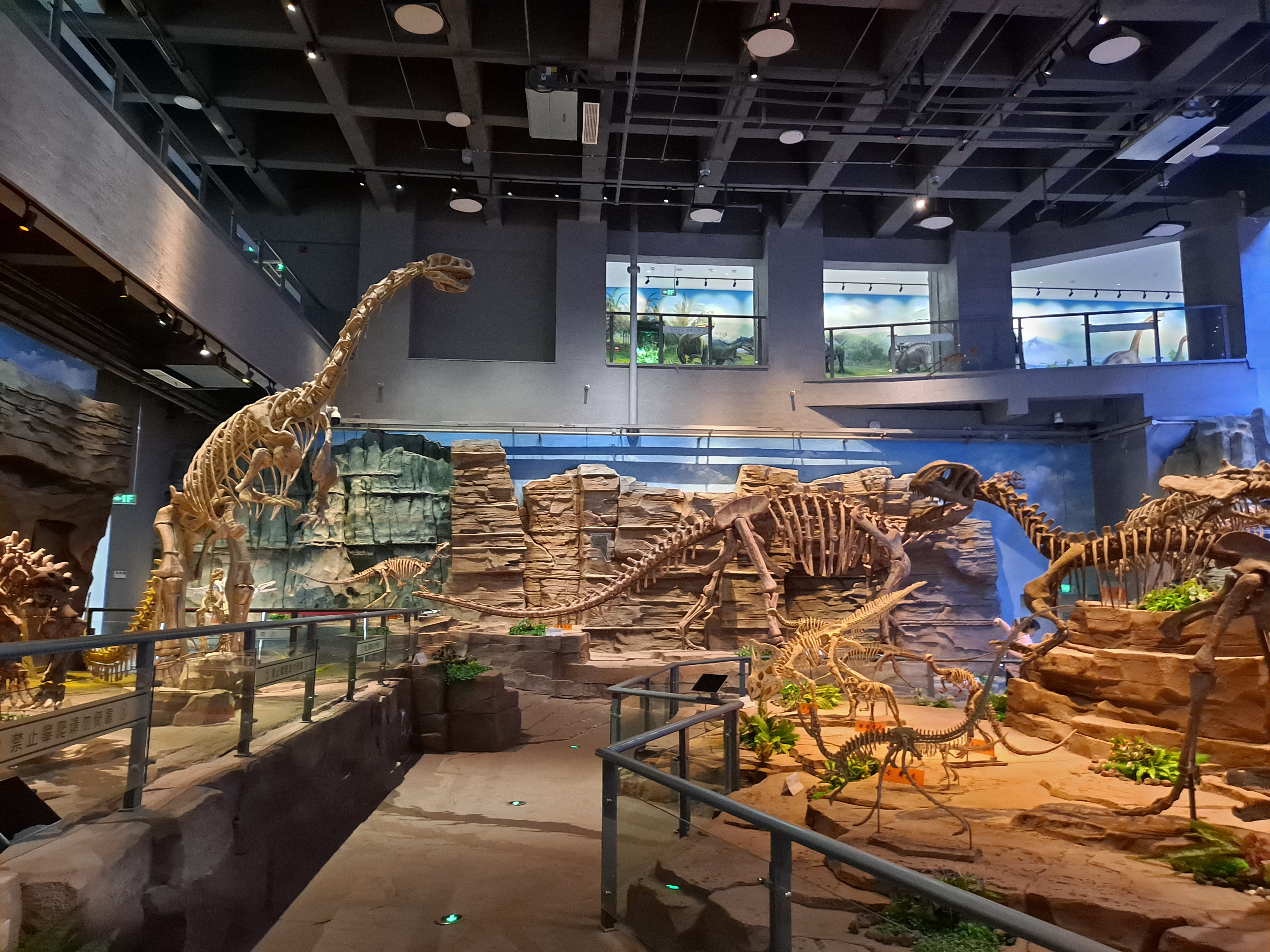
延吉恐龙博物馆

延吉龙山恐龙化石遗址是“国家级重点保护古生物化石集中产地”。2013年，奇石爱好者朴圣哲在河边发现动物化石，起初被认为是大型哺乳动物骨骼化石，后经中国科学院古脊椎动物与古人类研究所古哺乳动物专家金昌柱教授等多名专家的鉴定，被确定为恐龙化石。2016年，金教授率多位专家到化石发现地考察，发现距今约为1.01亿年前的白垩纪中期恐龙化石群。由于世界范围内的白垩纪中期陆相地层很少，这一发现使延吉将成为世界白垩纪中期脊椎动物群研究的一个重要地点。
2017年，考古队在延吉发现亚洲首块腕龙类恐龙化石，有望证明腕龙类恐龙曾栖息于亚洲。该蜥脚恐龙后被命名为“延吉龙”。同年6月，金昌柱教授的考古队在延吉还罕见发现了完整的新鳄类副钝吻鳄化石，对原始新鳄类向真鳄类的演变研究有着重要意义。延吉发现的新鳄鱼物种后被命名为“延吉鳄”。
依托新发现的恐龙化石资源，延吉市政府在龙山（帽儿山国家森林公园南坡）周边修建了国家4A级旅游景区延吉市帽儿山恐龙文化旅游区，主要景点包括延吉恐龙博物馆、延吉恐龙王国、帽儿山国家森林公园、中国朝鲜族民俗园 。其中延吉恐龙博物馆是吉林省唯一的恐龙博物馆，也是吉林省科普基地。2022年7月，首届延吉恐龙文化旅游季在大型恐龙主题乐园恐龙王国开幕。

## 旅游景点
- 中国朝鲜族民俗园
- 延边大学网红墙
- 延吉恐龙博物馆、延吉恐龙王国
- 延吉西市场、延吉水上市场
- 延边博物馆